# Nagy József (egyházi író)
Nagy József, Uzoni (Brassó, 1907. január 10. – Kolozsvár, 2003.) erdélyi magyar református lelkész, főiskolai oktató és egyházi író.

## Életútja
Középiskoláit szülővárosában végezte (1925), teológiai tanulmányait Kolozsvárt, Zürichben, Genfben folytatta. Lelkipásztori pályáját Déván kezdte (1933–1939), közben Losoncon a Református Teológia professzora és kolozsvári teológia magántanára. Balázsfalván lelkész (1939–1949), egyidejűleg a dél-erdélyi református egyházkerület által létrehozott nagyenyedi Református Teológia tanára. Debrecenben megszerezte a teológiai doktorátust (1942). Nyugalomba vonulásáig a kolozsvári Protestáns Teológia professzora (1949–1970).
Tanulmányokat közölt Kálvin, Bethlen Gábor, Zwingli, Luther Márton, Karl Barth, I. Apafi Mihály, Honterus, Veit Stoss életéről. Írásait a Református Szemle, Reformátusok Lapja, Teológiai Szemle, Evangelisches Kirchenblatt, Brassói Lapok, Igazság, Erdélyi Hírlap közölte. Szerkesztette a Brassói Diákok, Ifjú Erdély, Református Közlöny c. lapokat (1925-43).

## Kötetei
- Krisztus és az Antikrisztus Oroszországban (Kolozsvár, 1932)
- Kálvin és a művészetek (Kolozsvár, 1934)
- A dévai református templom története (Déva, 1935)
- Amikor a fegyverek beszélnek... Prsemyslből – Szibériába (regény, Kolozsvár, 1937)
- Faj és vallás. A német vallási mozgalmak keresztyén kritikája (Nagyvárad, é. n.)
- Hova tűnt a fehérarcú cár? (hadifogoly regény, Szatmárnémeti, é. n.)
- Pengetem a lantom (versek, Kolozsvár, 1937[?])
- Kálvin igehirdetése (Losonc, 1939)
- Reformátoraink ismeretlen emberi arca (Nagyvárad, 1940)
- Jézus és a vakember (Karl Barth három evangéliumi elmélkedését átdolgozta, a negyediket írta Nagy József. Nagyenyed, 1942)
- Az első naptól az utolsóig (Kolozsvár, 1986)